# 10731 Dollyparton
10731 Dollyparton eller 1988 BL3 är en asteroid i huvudbältet som upptäcktes den 16 januari 1988 av den belgiske astronomen Henri Debehogne vid La Silla-observatoriet. Den är uppkallad efter artisten Dolly Parton.
Den har en diameter på ungefär 5 kilometer.